# Chacor-Aszdod
Chacor-Aszdod (hebr. חצור אשדוד; pisowania ang. Hatzor Ashdod) nazywany także Chacor (hebr. חָצוֹר; ang. Hatzor) – kibuc położony w Samorządzie Regionu Be’er Towijja, w Dystrykcie Południowym, w Izraelu. Członek Ruchu Kibuców (Ha-Tenu’a ha-Kibbucit).

## Położenie
Kibuc leży na skraju nadmorskiej równiny, na granicy z Szefelą, w odległości 9 km od Morza Śródziemnego.
W jego otoczeniu znajduje się miasto Gan Jawne, moszawy Azrikam, Sede Uzzijjahu i Szetulim. Na południe i wschód od kibucu znajduje się baza lotnicza Chacor.

## Demografia
Liczba mieszkańców Chacor-Aszdod:

## Historia
Badania archeologiczne odkryły w 1956 roku w pobliżu kibucu pozostałości zabytkowego kościoła z V wieku.
Współczesne osadnictwo w tym miejscu rozpoczęło się w 1946 roku, jednak sama grupa założycielska powstała już w 1936 roku. Byli to żydowscy imigranci, będący członkami syjonistycznego ruchu młodzieżowego Ha-Szomer Ha-Cair. Początkowo zamieszkali oni w kibucu Miszmar ha-Emek na północy kraju, a po roku przenieśli się do Riszon le-Cijjon, gdzie przebywali przez kolejnych dziewięć lat. Ze względu na wprowadzone przez Brytyjczyków ograniczenia na osadnictwo żydowskie w Palestynie, brakowało dogodnych miejsc do założenia nowych osad rolniczych. W międzyczasie do Mandatu Palestyny napłynęli nowi imigranci ze Stanów Zjednoczonych, Kanady i Bułgarii. Zdecydowano się wówczas powiększyć liczbę osad na pustyni Negew. W 1943 grupa założycielska przeniosła się do kibucu Gewulot, gdzie zapoznali się z technikami upraw rolniczych prowadzonych w trudnych pustynnych warunkach. Warunki okazały się jednak zbyt trudne i grupa poprosiła o inną lokalizację. Wybrano wówczas tereny położone w bezpośrednim sąsiedztwie brytyjskiej bazy lotniczej Kastina.
W dniu 17 czerwca 1946 założyli współczesny kibuc, który początkowo nazywał się Erec Israel Gimel (hebr. קיבוץ ארצישראלי ג). Następnie zmieniono jego nazwę na Chacor, dodając człon Aszdod (pobliskie miasto Aszdod) dla odróżnienia od położonego na północy kibucu Chacor ha-Gelilit. Podczas wojny domowej w Mandacie Palestyny na przełomie 1947-1948 arabskie milicje zablokowały okoliczne drogi. Podczas próby dostarczenia zaopatrzenia zginęło dwóch członków kibucu. Sytuacja się jeszcze pogorszyła, gdy 15 marca 1948 Brytyjczycy ewakuowali pobliską bazę wojskową. Na samym początku I wojny izraelsko-arabskiej, w maju 1948 ewakuowano wszystkie kobiety i dzieci. W pobliżu kibucu przebiegała linia frontu, a osada zostało kilkakrotnie zbombardowana z powietrza i ostrzelane przez egipską artylerię. Po wojnie zniszczenia odbudowano. Do kibucu przyłączono wówczas ziemie wyludnionej i zniszczonej podczas wojny arabskiej wioski Jasur. W kolejnych latach zamieszkali tutaj imigranci z Francji.
W latach 90. XX wieku kibuc znalazł się w kryzysie ekonomicznym. Wymusiło to na jego członkach przeprowadzenie procesu restrukturyzacji i częściowej prywatyzacji.

### Nazwa
Nazwa kibucu Chasor podchodzi od starożytnego żydowskiego miasta Chacor.

## Kultura i sport
W kibucu znajduje się ośrodek kultury z biblioteką. Z obiektów sportowych jest basen kąpielowy, boisko do piłki nożnej oraz korty tenisowe.

## Edukacja
Kibuc utrzymuje przedszkole.

## Gospodarka
Gospodarka kibucu opiera się na intensywnym rolnictwie i sadownictwie.
Firma Solbar specjalizuje się w produkcji produktów spożywczych opartych na soi. W 1946 w kibucu powstał zakład Omen, który obecnie jest światowym dostawcą specjalistycznych części dla przemysłu motoryzacyjnego, telekomunikacyjnego oraz producentem systemów przeciwpożarowych. Natomiast firma Safeplace Ltd. jest producentem jednych z najlepszych na świecie sejfów elektronicznych.

## Infrastruktura
W kibucu znajduje się ośrodek zdrowia i sklep wielobranżowy.

## Komunikacja
Z kibucu wyjeżdża się na północ, na drogę łączącą miasto Gan Jawne z drogą nr 3922, prowadzącą z bazy lotniczej Chacor do miasta Bene Ajisz.